# Schoenus multiglumis
Schoenus multiglumis är en halvgräsart som beskrevs av George Bentham. Schoenus multiglumis ingår i släktet axagssläktet, och familjen halvgräs. Inga underarter finns listade i Catalogue of Life.